# Lancia Kappa

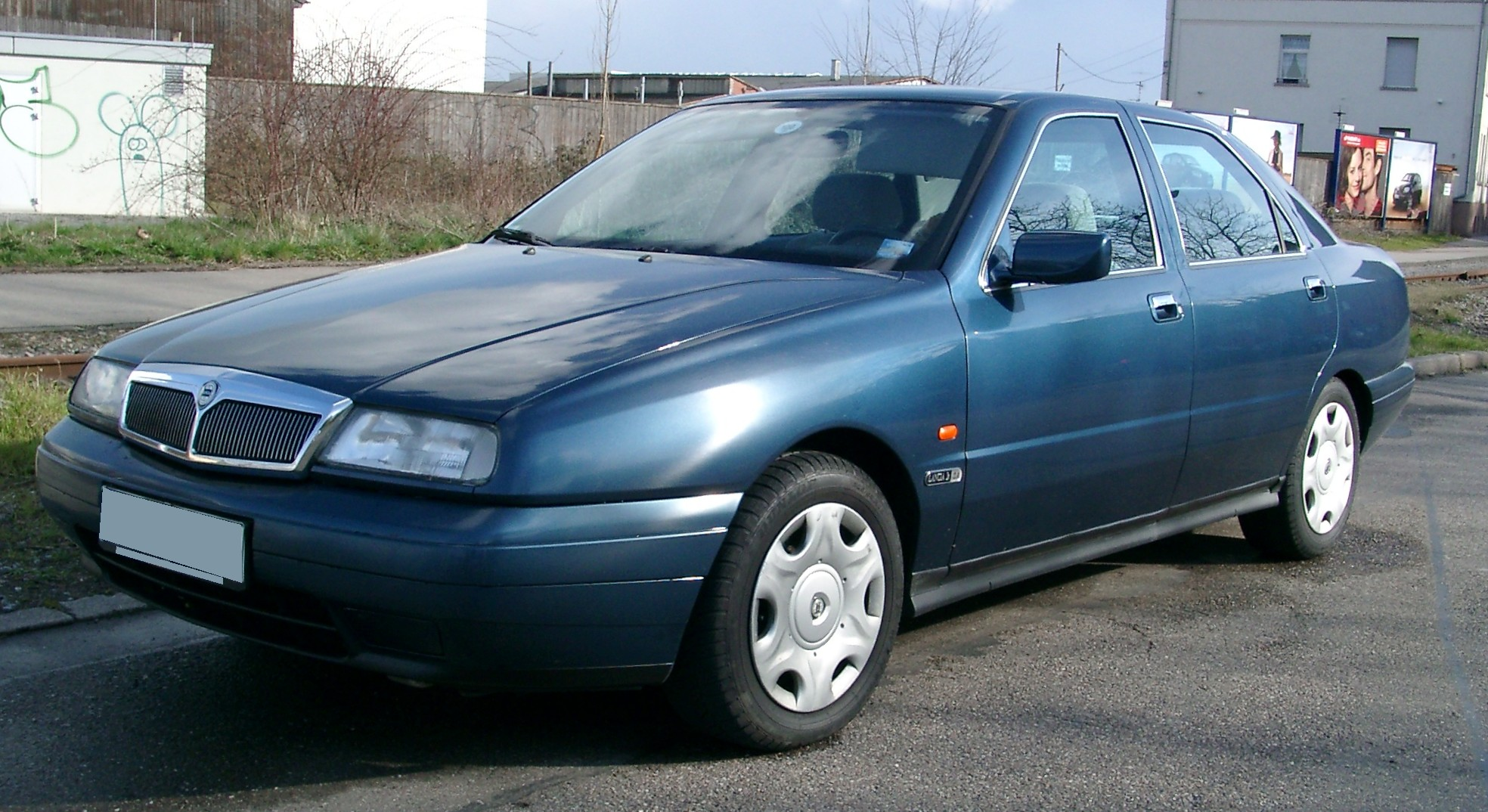
Lancia Kappa Sedan

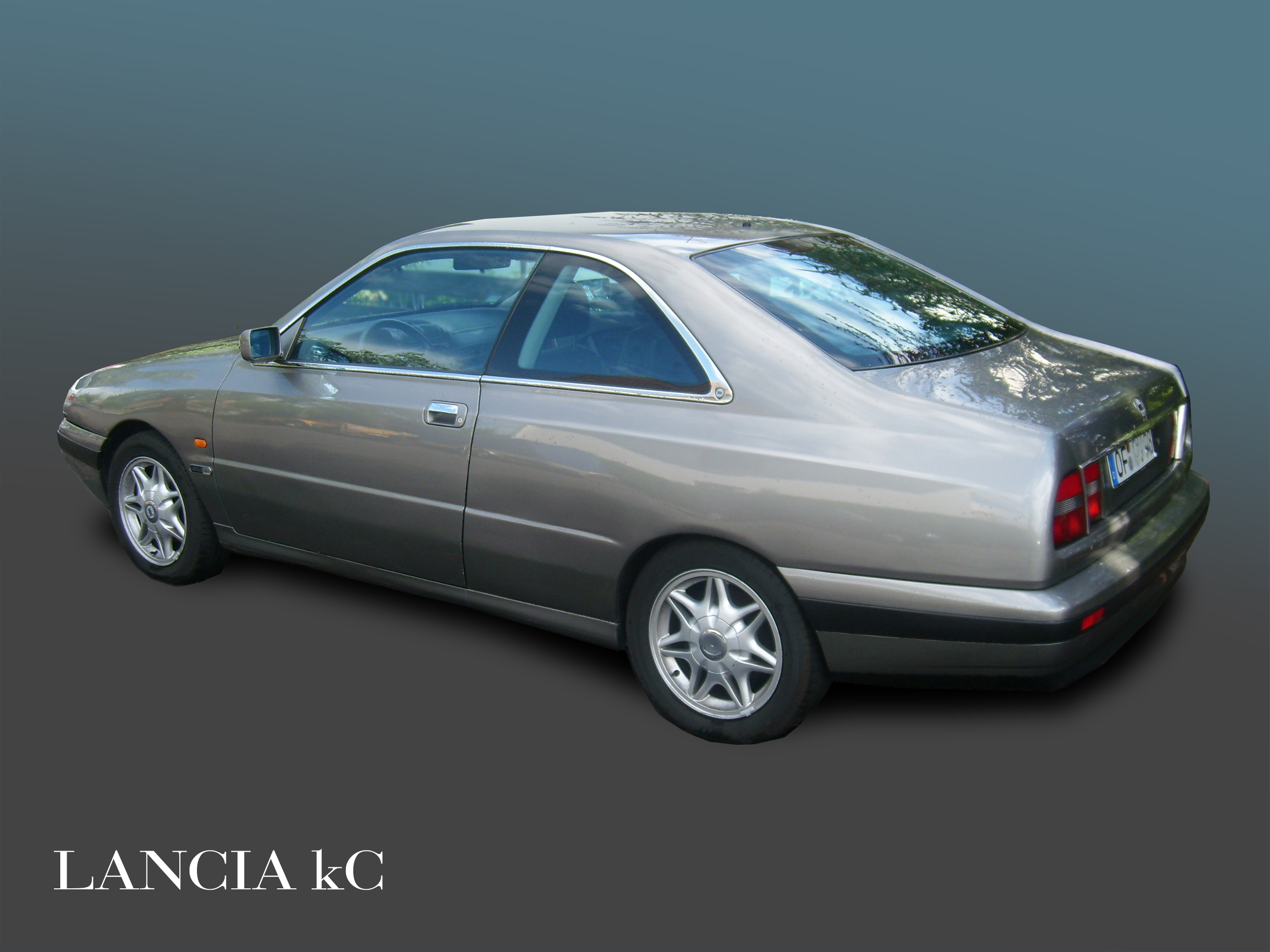
Lancia Kappa Coupé

A Lancia Kappa 1994-ben váltotta le a Lancia Themát, mint a Lancia márka legnagyobb képviselője. 
Modern (időtálló) vonalvezetés, hatalmas utastér, nagy csomagtartó jellemzi a szedánt. 
A kombit SW néven dobták piacra – Pininfarina tervezésében. 
A coupé ritkaságáról híres. 
Egyébként összesen sem gyártottak sokat a Kappából: kb. 80 000-et.
2001-ben váltotta le a Lancia Thesis.
Gyártásának 7 éve alatt számos változáson esett át:
- 1994: Lancia Kappa Sedan 2.0 107 kW/145 LE, 5 henger 20 szelep.
- 1996: Kappa SW (kombi) gyártásának kezdete.
- A 2.0-s motor módosított változatának megjelenése: VIS (Variable Intake System) változó geometriájú beszívó rendszer, 145-ről 155 LE-re növelt teljesítmény.
- 1997: Bemutatták Genfben a Lancia Kappa Coupét, mely habár gyönyörű a maga nemében, piaci sikert nem hozott.
- 1998: 5 hengeres motorral váltják fel az addig 4 hengeres benzines turbós erőforrást. A turbodízel-t pedig a JTD váltja.
- 2000: Xenon fényszórókat kap a Kappa, majd 2000 nyarán befejeződik a gyártása.

## Műszaki adatok

#### 3.0 V6 24v
Lökettérfogat 2959 cm3, max. teljesítmény 204 LE (150 kW), max. nyomaték 270 Nm.Vezérmű: DOHC (fogazott szíj), gumiabroncsok 205/60 R 15 91 W, hosszúság 4687 mm, szélesség 1826 mm. Csomagtartó térfogata 525 liter, menetkész tömeg 1510 (1540*) kg, csúcssebesség 225 (220*) km/óra. EC 93/116 szerinti fogyasztás: városi ciklus 17,5 (17,5*) 1/100 km, országúti ciklus 8,9 (9.7*) 1/100 km, kombinált 12,1 (12,6*) 1/100 km.

#### 2.4 20v
Lökettérfogat 2446 cm3, max. teljesítmény 175 LE (129 kW), max. nyomaték 230 Nm.Vezérmű: DOHC (fogazott szíj), gumiabroncsok 205/60 R 15 91 W, hosszúság 4687 mm, szélesség 1826 mm. Csomagtartó térfogata 525 liter, menetkész tömeg 1450 kg, csúcssebesség 218 km/óra. EC 93/116 szerinti fogyasztás: városi ciklus 15,3 1/100 km, országúti ciklus 8,3 1/100 km, kombinált 10,9 1/100 km.

#### 2.0 turbó 20v
Lökettérfogat 1998 cm3, max. teljesítmény 220 LE (151 kW), max. nyomaték 298 Nm. Vezérmű: DOHC (fogazott szíj), gumiabroncsok 205/55 R 16 91 W, hosszúság 4687 mm, szélesség 1826 mm. Csomagtartó térfogata 525 liter, menetkész tömeg 1480 kg, csúcssebesség 243 km/óra. EC 93/116 szerinti fogyasztás: városi ciklus 14,8 1/100 km, országúti ciklus 8,1 1/100 km, kombinált 10,6 1/100 km.

#### 2.0 20v
Lökettérfogat 1998 cm3, max. teljesítmény 155 LE (114 kW), max. nyomaték 186 Nm. Vezérmű: DOHC (fogazott szíj), gumiabroncsok 195/65 R 15 91 W, hosszúság 4687 mm, szélesség 1826 mm. Csomagtartó térfogata 525 liter, menetkész tömeg 1540 (1470*) kg, csúcssebesség 212 (210*) km/óra. EC 93/116 szerinti fogyasztás: városi ciklus 14,8 (14,9*) 1/100 km, országúti ciklus 8,3 (8,8*) 1/100 km, kombinált 10,7(11,0*) 1/100 km.

#### 2.4 jtd
Lökettérfogat 2387 cm3, max. teljesítmény 136 LE (91 kW), nyomatékcsúcs 265 Nm. Vezérmű: DOHC (fogazott szíj), gumiabroncsok 195/65 K 15 91 W, hosszúság 4687 mm, szélesség 1826 mm. Csomagtartó térfogata 525 liter, menetkész tömeg 1540 kg, csúcssebesség 202 km/óra. EC 93/116 szerinti fogyasztás: városi ciklus 10,2 l/100 km, országúti ciklus 6,2 1/100 km, kombinált 7,7 1/100 km.
(*)Az automata váltóműves kivitel adatai.